# Muráň (Belianské Tatry)
Muráň o nadmořské výšce 1889.6 m je nejzápadnějším výrazným vrcholem Belianských Tater.

## Poloha
Východním sousedem v hlavním hřebeni je 2151,5 m vysoký Havran, západně se vypíná poslední vrchol hřebene Kôň o nadmořské výšce 1356 m.

## Charakteristika
Celá vrcholová planina je od okolí ohraničená vápencovými skalními srázy, dosahujícími výšky až 200 m. Od impozantních stěn ("múrov") zřejmě odvozuje Muráň i svůj název. V okolí Muráně se nachází několik jeskyní, z nichž nejznámější je Muránska jaskyňa, dlouhá 60 m.

## Přístup
Muráň je, podobně jako ostatní vrcholy Belianských Tater, turisticky nezpřístupněný a celkově těžko přístupný.